# カワリシロハラミズナギドリ
カワリシロハラミズナギドリ（変白腹水薙鳥、学名：Pterodroma neglecta）は、ミズナギドリ目ミズナギドリ科に分類される鳥類の一種。

## 分布
オーストラリア東部からチリ沖の南太平洋の島嶼で繁殖し、非繁殖期は北太平洋に北上する。
日本では、本州中部以北の太平洋上で観察されるが稀である。8・9月の観察例が多い。

## 特徴
全長約39cm。翼開長は約92cm。羽色は暗色型、淡色型、その中間型と変化に富んでいる。暗色型はハジロミズナギドリとよく似ているが、やや大型である。翼下面の前縁部に細い白い帯があることと、翼上面の初列風切の羽軸が白色であることで、他種と区別できる。翼の上面は黒褐色。嘴は黒褐色で、足はピンク色である。 
暗色型は体の上面、下面とも黒褐色で、嘴の周辺部のみ白い。淡色型は喉から腹部にかけての体の下面は白色で、体の上面は灰褐色である。日本での記録は暗色型がほとんどである。
雌雄同色である。

## 生態
非繁殖期は海洋で生活する。
食性は動物食で、軟体動物や魚類を捕食する。
繁殖形態は卵生。

## 保全状態評価
- LEAST CONCERN (IUCN Red List Ver. 3.1 (2001))